# 江頭ひなた
江頭 ひなた（えとう ひなた 1983年11月3日 - ）は、日本の女性タレント・女優。株式会社クララ 代表取締役社長。所属事務所は(有)ゼクシード。

## 来歴
北海道札幌市出身。北星学園女子中学高等学校、浅井学園大学（現・北翔大学）卒業。大学入学時、スカウトをきっかけに道内でモデル活動を行い、大学卒業と共に上京。東京都港区に所在するモデル事務所「CLUTCH」（クラッチ）に入所し全国区での活動を始める。
2007年11月、サッポロビールの2008年度イメージガールに5000人の中から選出在任中はプロ野球の始球式に3度登板（後述）。
2010年8月1日、CLUTCHから劇団青年座映画放送部に移籍し、女優業を開始。その後アヴィラに移る。その後も女優・タレント業を続け、以降はレポートやナレーター業に力を入れていくようになる。
2016年2月1日、5年間所属していたアヴィラを退所したことをブログで発表。
2019年10月15日、一般社団法人「ルークのおうち」を設立し、会社の代表、および、歌のお姉さんとして活動を開始した。
2024年6月株式会社クララの代表取締役に就任。美容商品、ペット用品、ベビー服などの販売や、歌のお姉さんとしての活動の幅をさらに広げている。また、ボランティア活動にも精力的で、養護学校などで慰問コンサートも行っている。

## 人物
- 趣味・特技：ピアノ、クラシックバレエ
- 好きな食べ物：タピオカ
- 愛犬家
- 母親と会社を経営

## 出演

### TV
- ALIVE〜希望のカケラ[11]（2009年11月17日、テレビ北海道） - 松澤ひなた 役
- カラオケナビ〜総合〜（ひかりTV）
- ガラスの牙 熱血DJ保護司・権藤明子〜涙の少年少女観察日記（2010年3月8日、CBCテレビ） - 東 美栄子 役
- カレ、夫、男友達 第7話（2011年12月13日、NHK総合） - 田辺真紀 役
- クレッペ（2015年10月 - 2022年3月、中京テレビ）
- PS3世(2015年10月-2022年3月、中京テレビ)

### プロ野球始球式
- 北海道日本ハムファイターズvs千葉ロッテマリーンズ 開幕第2戦（2008年3月22日、札幌ドーム） - 始球式で登板
- 中日ドラゴンズVS広島東洋カープ 開幕第2戦（2008年3月29日、ナゴヤドーム） - 始球式で登板
- 北海道日本ハムファイターズvs阪神タイガース 交流戦（2008年5月31日、札幌ドーム） - 始球式で登板

### 広告
- サッポロビール：22代イメージキャラクター（2008年）[5]
- 桐灰化学：あずきのチカラ（TVCM）
- パナソニック電工：インフォマーシャル出演
- バイク王：BS、CS放送限定CM。オペレーター役。
- ヤマザキナビスコ：リッツ（TVCM） - 沢口靖子と共演。
- NTTドコモ：中京テレビ「PS三世」特別TVCM。

### その他
- こどもちゃれんじ - 『こどもちゃれんじ・ぷち』（映像教材）（2008年 - 、ベネッセコーポレーション） - 歌のお姉さん

## 作品

### イメージDVD
1. ひなたぼっこ（2012年12月21日、竹書房）
2. ひなた暮らし（2013年6月21日、イーネット・フロンティア）
3. ひなたーげっと（2013年9月20日、ラインコミュニケーションズ）
4. 思いのままに…（2013年12月20日、イーネット・フロンティア）
5. ダメよ…。（2014年7月24日、ギルド）